# Romain Sato
Romain Lebel Gessagba Sato (Bangui, 2 de março de 1981) é um basquetebolista profissional centro-africano que atualmente está sem clube e teve como última equipe na Liga ACB o Valencia. O atleta que possui 1,95m de altura e pesa 101kg atua na posição armador e ala-armador. Possui passagem no basquetebol universitário atuando na Universidade Xavier. No Afrobasket 2007 na Líbia, Romain Sato foi membro da Seleção Centro-Africana que terminou na sexta posição.